# Lorenzo Piroddi
Lorenzo Piroddi (Genova, 1911 – 1999) è stato un medico, nutrizionista e pubblicista italiano.
È stato autore di alcune pubblicazioni sulla dieta mediterranea.

## Biografia
Medico, laureatosi a Genova nel 1935, giovane dietologo presso la Colonia Arnaldi a Uscio (Liguria), famosa clinica di cure naturistiche, è il primo nel 1939 a esporre l’idea di una “dieta mediterranea”, nel senso di regime alimentare semplice e naturale per l'uomo, e quindi anche preventivo, secondo l'antichissimo sapere di Ippocrate e della plurisecolare scuola ippocratica o naturista. Aviatore nella II Guerra Mondiale, aveva avuto modo di analizzare la relazione alimentazione-patologia confrontando il modo di alimentarsi di tedeschi, americani e italiani, intuendo pur in assenza di conferme scientifiche che l'alimentazione degli italiani portava a una migliore aspettativa di vita (Lucchin 2011)
È nella “clinica della salute” di Uscio che Piroddi recupera la grande intuizione del Naturismo classico dello stretto collegamento tra alimentazione e malattie, concentrandosi in particolare su quelle del ricambio. Elabora così, giorno per giorno, dovendo creare le diete per i pazienti della Colonia, una dieta terapeutica tipica che – come già avevano fatto i dietologi naturisti medici Paul Carton in Francia e Maximilian Bircher-Benner in Svizzera – dà spazio a cereali, verdura e frutta e limita uova, latticini, carne. È dunque l'antesignano della “dieta mediterranea”.
Nel 1950 apre un centro di benessere a Ghiffa, sul Lago Maggiore, in cui cura, con la dieta mediterranea e le tisane, da lui messe a punto, chi soffre di malattie causate da errori di nutrizione. Scrive articoli scientifici per riviste specializzate in tema di alimentazione legata alle malattie del ricambio.
Tiene, fino al 1960, una rubrica settimanale su Il Secolo XIX, il giornale di Genova. Sulla dieta mediterranea ha scritto due libri.

## Opere
- Cucina Mediterranea. Ingredienti, principi dietetici e ricette al sapore di sole, Mondadori, Milano 1993
- Sapore di sole. Dieta Mediterranea: principi base, ingredienti e ricette per una corretta alimentazione, Mursia, Milano 2008